# Туја
Туја (лат. Thuja) је род четинара из породице чемпреса (Cupressaceae). Род обухвата 5 врста, често коришћених у хортикултури и узгајаних у двориштима и парковима. Тује су веома декоративне биљке зато налазе примену у различитим категоријама зелених простора.

## Врсте
Постоји пет живућих врста тује:
- – Ђилин и Кореја
- . – источна Канада (од Манитобе до Нове Шкотске), источни делови САД (пре свега Североисток, Велика језера и Апалачке планине)
- – од Аљаске до округа Мендосино у Калифорнији
- – Хоншу и Шикоку
- – Сечуан, Чунгкинг